# Schwippe
Die Schwippe ist ein je nach zugeordnetem Oberlaufstrang 16,5 km bis 18 km langer Fluss im baden-württembergischen Landkreis Böblingen, der nach etwa westlichem Lauf bei Grafenau-Döffingen im Gäu von rechts in die hier nordwärts ziehende Würm mündet.

## Geographie

### Verlauf
Die Schwippe entspringt auf der Gemarkung der Stadt Sindelfingen. Sie hat hier zwei große Oberläufe, von denen der rechte im Park hinter dem Gartenhallenbad des Teilorts Maichingen entspringt. Die Quelle bildet dort einen Teich, dessen Auslauf danach den Namen Schwippe führt. Die Schwippe verläuft dann eingedolt bis zur Westgrenze von Sindelfingen, wo sie ein Stück weit offen fließt. Etwa ab der Bachstrasse wieder eingedolt unter der Wohnbebauung, unter dem Wettbachplatz weiter Richtung Goldbach. Am heutigen Wettbachplatz bildete die Schwippe früher die sogenannte Wette zum Tränken und Schwemmen von Vieh. Der nach Länge, Einzugsgebiet und Quellhöhe bedeutendere, anfangs Diebskarrenbach und in seinem Lauf zuletzt Goldbach genannt, entsteht nahe dem Autobahnkreuz Stuttgart im Glemswald.
Die zwei Äste fließen unterhalb des Goldberges zusammen. Danach hält sich die Schwippe an die Zulaufrichtung des Goldbachs und fließt zunächst weiter südwestlich. Nach dem Ende des Flugfeldes Böblingen/Sindelfingen zu ihrer Linken wendet sie sich von der zuletzt begleitenden Autobahn 81 nach Westen ab, tritt in die Stadtgemarkung Böblingens ein und durchfließt dessen Stadtteil Dagersheim. Danach betritt sie in weiterem Westlauf wieder Sindelfinger Stadtgebiet und streift dessen Stadtteil Darmsheim im Norden. Hinter diesem Ort läuft sie erstmals (Namens-Oberlauf) bzw. erstmals wieder seit ihrem Waldaustritt (Hauptstrang) in einem Tal, das bald nach dem Eintritt in die Gemeinde Grafenau nach Nordwesten abknickt. Sie passiert hier die große Siedlung Kapellenberg am rechten Talhang und anschließend das Dorf Döffingen.
Für wenige Meter wird Weil der Stadt noch rechter Gewässeranlieger, dann mündet die Schwippe nach einem Lauf von 16,5 km bzw. 18,1 km von rechts und Südosten an der Ölmühle des Weiler Stadtteils Schafhausen als deren bedeutendster Zufluss am Oberlauf in die hier nordwärts ziehende Würm.

### Zuflüsse
Teilweise hierarchische Liste der Zuflüsse und  Seen, jeweils von der Quelle zur Mündung. Gewässerlänge, Seefläche, Einzugsgebiet und Höhe nach den entsprechenden Layern auf der Onlinekarte der LUBW. Angegebene Werte teilweise nach älterem Stand der Belegquelle. Andere Quellen für die Angaben sind vermerkt.
Quelle der Schwippe (namentlich bezeichneter Oberlauf) im Gewerbegebiet am Nordrand von Maichingen auf etwa 462 m ü. NHN (48° 43′ 46″ N, 8° 58′ 5″ O).
- Größerer Quellast, von links in Sindelfingen am Ostrand des großen Industriegebietes, 7,105 km und 25,422 km². Entsteht im Wald nordöstlich von Sindelfingen etwas südlich des Autobahnkreuzes Stuttgart auf etwa 501 m ü. NHN neben der K 1055 (48° 43′ 17″ N, 9° 4′ 19″ O). Wird von LUBW-FG10 als Oberlauf der Schwippe angesetzt, da offenbar Hauptstrang. Dieser höher entspringende Ast übertrifft den namentlichen linken Schwippe-Oberlauf, der am Zusammenfluss nur 5,527 km und ein Einzugsgebiet von 8,928 km² erreicht hat, also in wenigstens drei einschlägigen Kriterium. Ab dem Zulauf des Goldbachs ist er nach diesem benannt.
  - Diebskarrenbach, von rechts auf etwa 470 m ü. NHN, 0,996 km.
  - Zulauf aus dem südlichen Diebskarren, von rechts auf 462,9 m ü. NHN[LUBW 6], 1,305 km.
  - Zulauf vom Erlenteich her, von links an der Brücke des Rohrer Pfades auf rund 450 m ü. NHN, 1,422 km.
  - Zulauf aus dem Zweibrunnenhau, von links in einem  0,1661 ha großen Weiher am Abgang der Herzogsallee von der K 1055, 1,392 km.
  -  Bis zum nächstgenannten Zulauf folgen im Lauf drei Weiher aufeinander von 1,0607 ha, 0,4346 ha und 0,3238 ha, der mittlere Eisweiher genannt. Die Weiher dienen mittels Dämmen und reguliertem Ablauf auch dem Hochwasserschutz. Zusammen mit dem weiter abwärts gelegenen Hochwasserrückhaltebecken sind sie für ein 100-jährliches Hochwasser ausgelegt.
  - Goldbach, von links am Mönchsbrunnen auf etwa 445 m ü. NHN, 1,015 km.
  - Berstlach, von links kurz danach auf 442,2 m ü. NHN[LUBW 6] am Auslauf  eines weiteren, 0,1104 ha großen Weihers im Lauf, 2,131 km.
  -  Durchfließt das Hochwasserrückhaltebecken Goldbach, 1,16 ha. Alle Zuläufe bis hierher waren Waldbäche, ab hier tritt dieser rechte Schwippe-Oberlauf, hier nun Goldbach genannt, ins bebaute Gebiet Sindelfingens ein.
  - Bach aus der Schneckenklinge, von rechts am Ostende Sindelfingens kurz vor dem Umspannwerk Sindelfingen-Mahdental, 2,022 km.
  - Eschenbrünnlesgraben, von links verdolt an der Brücke der Eschenbrünnlesstraße auf knapp 231,5 m ü. NHN[4], 1,235 km.
  -  Passiert den Eisweiher in der rechten Aue, 0,8199 ha.
  - Sommerhofenbach, von rechts, 6,355 km und 8,283 km². Der Sommerhofenbach durchfließt im Oberlauf das Naturschutzgebiet Hinteres Sommerhofental und das flächenhafte Naturdenkmal Feuchtbiotop Spitzbaierin. Nebenflüsse des Sommerhofenbachs sind Schmiedpaulsklinge, Dachsklingenbach (der frühere Verlauf ist heute zum größten Teil von der Deponie Dachsklinge überlagert), Spitzholzer Klinge. Im weiteren Verlauf wird ein  Stehgewässer an der Klosterseehalle passiert und der Sommerhofenpark, dann durchfließt der Bach den künstlich angelegten  Klostersee, der früher für eine Mühle genutzt wurde und in kleinem Umfang der Hochwasserregulierung dient. Weiter abwärts passiert er den Stadthallenpark und ein weiteres  künstliches Gewässer im Dronfieldpark, bevor er im Bereich der Gottlieb-Daimler-Schule in den Goldbach mündet.
- Murkenbach, von links nahe der Autobahnausfahrt Böblingen-Sindelfingen auf unter 425 m ü. NHN, 4,562 km und 10,670 km².
  - Gansseegraben, von rechts in  einem 0,3043 ha großen Weiher, 1,228 km. Im Oberlauf befindet sich der  Ganssee.
  - Langgraben, auch Furtbach genannt, von links an der Kreuzung Schönbuchstraße/Schönaicher Straße, 2,477 km.
  -  Durchläuft unmittelbar nacheinander am Westrand der Altstadt von Böblingen den Oberen See auf 442 m ü. NHN[LUBW 6] und den Unteren See, 2,8064 ha und 1,3416 ha.
- Aischbach, von links zwischen Flugfeld und Kläranlage, 2,888 km und 5,024 km².
- Hulbgraben, von links gleich danach, 3,528 km und 8,029 km².
- Buchentalgraben, von rechts gegenüber dem Nordrand von Böblingen-Dagersheim, 2,43 km und 3,801 km².  Im oberen Mündungsdreieck liegt in der Grube eines aufgelassenen Steinbruchs zwischen Dagersheim und Darmsheim ein 0,9848 ha großer Weiher,

Mündung der Schwippe kurz nach dem Passieren von Grafenau-Döffingen an der Ölmühle von Weil der Stadt-Schafhausen nach einem Lauf von 16,5 km (mit Schwippe-Oberlaufstrang) bzw. 18,0 km (Goldbach-Oberlaufstrang) auf etwa 399 m ü. NHN von rechts und Südosten und im spitzen Winkel in die obere Würm. Die Schwippe hat ein etwa 85,0 km² großes Einzugsgebiet, das etwa 40 % kleiner als das von der aufnehmenden Würm bisher akkumulierte, die hier selbst erst etwa 18,5 km lang ist.

### LUBW
Amtliche Online-Gewässerkarte mit passendem Ausschnitt und den hier benutzten Layern: Lauf und Einzugsgebiet der Schwippe

Allgemeiner Einstieg ohne Voreinstellungen und Layer: Daten- und Kartendienst der Landesanstalt für Umwelt Baden-Württemberg (LUBW) (Hinweise)
1. 1 2  Höhe nach dem Höhenlinienbild auf dem Hintergrundlayer Topographische Karte.
2. 1 2 3  Länge nach dem Layer Gewässernetz (AWGN).
3. ↑  Einzugsgebiet aufsummiert aus den Teileinzugsgebieten nach dem Layer Basiseinzugsgebiet (AWGN).
4. ↑  Seefläche nach dem Layer Stehende Gewässer.
5. ↑  Einzugsgebiet nach dem Layer Basiseinzugsgebiet (AWGN).
6. 1 2 3  Höhe nach blauer Beschriftung auf dem Hintergrundlayer Topographische Karte.

### Andere Belege
1. ↑  Friedrich Huttenlocher, Hansjörg Dongus: Geographische Landesaufnahme: Die naturräumlichen Einheiten auf Blatt 170 Stuttgart. Bundesanstalt für Landeskunde, Bad Godesberg 1949, überarbeitet 1967. → Online-Karte (PDF; 4,0 MB)
2. ↑  Nach dem Geodatenviewer mündet die Schwippe unterhalb der 400-m-Höhenlinie, für die Mündung des in flacher Aue etwa 150 m abwärts der Würm zufließenden Altbachs gibt diese Karte in blauer Schrift eine Mündungshöhe von 399 m ü. NHN an.
3. ↑  Auf dem Geodatenviewer.
4. ↑  Texteintrag in Blau auf dem Geodatenviewer wenig Schritte zuvor.